# Nuklearna fizika
Nuklearna fizika grana je fizike koja proučava strukturu atomske jezgre, procese u atomskoj jezgri (npr. radioaktivnost) i međudjelovanje atomskih jezgri (npr. nuklearnu fuziju i fisiju).

## Povijest
Spontano (ničim izazvano) zračenje uranijevih soli otkrio je francuski znanstvenik Henri Becquerel 1896., dok je radio na fosforoscentnim materijalima. 
Isprva se činilo da je to zračenje slično ranije otkrivenim rendgenskim zrakama. Kasnija istraživanja Pierrea Curie-a, Marie Curie, Ernesta Rutherforda i drugih otkrila su tri vrste radioaktivnog zračenja: alfa, beta i gama zračenje.
Štetno djelovanje radioaktivnog zračenja nije odmah otkriveno a prve terapije su bile pogrešne. 
Neposredno pred početak Drugog svjetskog rata Lise Meitner, Otto Hahn i drugi dolaze na ideju da bi se energija razvijena fisijom mogla koristiti kao oružje za masovno uništenje. I sile osovine i savezničke snage započele su projekte u cilju razvoja ovakvog oružja; Projekt Manhattan u SAD-u je na kraju doveo do bacanja bombi na japanske gradove Hirošimu i Nagasaki i ogromnih civilnih žrtava.
Za vrijeme Drugog svjetskog rata i u ranom hladnom ratu nastavljen je razvoj nuklearne tehnologije, a u početku se nedovoljno pazilo na dugoročne opasnosti radioaktivne kontaminacije. Nuklearni otpad nastao u korištenjem uranija skladišten je u velike spremnike s rokom trajnosti od samo par desetljeća. Mnoga nuklearna oružja testirana su u atmosferi Zemlje. Sporazum o ograničenim probama prekinuo ove probe u SAD-u i SSSR-u (iako su podzemne probe nastavljene u mnogim zemljama, a Francuska i Kina nastavile su atmosferske probe još dugo vremena).
Razvijeni su nuklearni reaktori koji su se mogli koristiti kao izvori energije u podmornicama, brodovima, proizvodnju električne struje. Od 1960.-ih istražuju se zdravstveni problema nastali kao posljedice dugoročnoga izlaganja niskim razinama zračenja.
Javna zabrinutost je znatno porasla zbog nuklearnih nezgoda posebno onih u Three Mile Islandu i Černobilu.
Nuklearna tehnologija je danas u širokoj upotrebi: nuklearna energija koja se fisijom oslobađa iz jezgri atoma koristi za zagrijavanje vode i pokretanje električnih generatora u nuklearnim elektranama, npr. Hrvatska dobiva 50% električne energije proizvedene u Nuklearnoj elektrani Krško, u medicinskoj dijagnostici primjenjuje se nuklearna magnetska rezonancija, akceleratori u bolnicama se koriste mijenjanje odabranih jezgri atoma prilikom dobivanja radioaktivnih farmaceutskih pripravaka i td.